# 札幌農学校第2農場

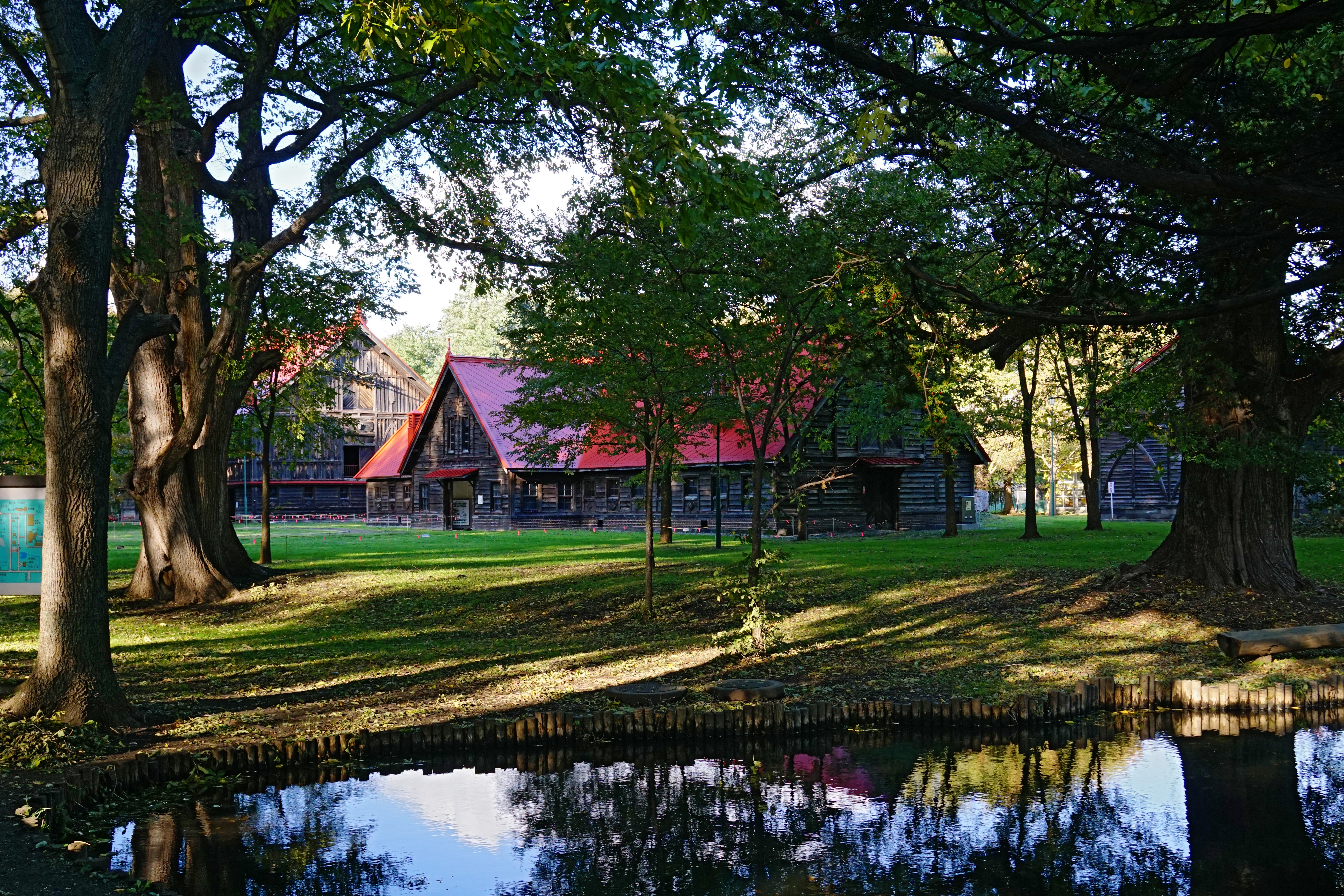
札幌農学校第2農場

札幌農学校第2農場（さっぽろのうがっこうだいにのうじょう）は、北海道札幌市に所在する北海道大学総合博物館の屋外展示施設である。
ウィリアム・スミス・クラークの大農経営構想に基づき、明治時代に建てられた木造の畜舎などの建築物群が位置する。また、施設は「模範的畜舎」を意味する「Model Barn（モデルバーン）」という名称でも知られる。一部建造物は内部が一般公開され、北海道開拓時代の農具など展示されている数々の資料を無料で見学することが可能である。
1969年（昭和44年）に農場の建造物9棟が国の重要文化財に指定された。官報に告示された指定名称は「北海道大学農学部（旧東北帝国大学農科大学）第二農場」となっているが、北海道大学では由来を明確にする目的や、当時の文化庁によって現在地へ移転され建設当初の姿に復元されていることなどから札幌農学校第2農場の名称を用いている。さらに、2001年には北海道遺産にも選定された。
所在地は北海道札幌市北区北19条西8丁目であり、総合博物館の本館がある北10条西8丁目からおよそ1.3km北に所在する。

## 沿革
札幌農学校第2農場の歴史は、北海道で農業が始まった19世紀末頃が始まりである。開拓がまだ十分になされていなかった北海道における殖産興業の方針を決めるため、北海道開拓使の次官を務めていた黒田清隆が1871年にアメリカ合衆国へ渡った。当時は江戸時代の終わり頃より開始されたロシアの南下政策が背景にあり、渡米し海外の技術者の援助を募る目的があった。
その後アメリカ農務局の局長を務めていたホーレス・ケプロンや、地質鉱山学者であったT・アンチセルをはじめとする一団が日本に訪れ、北海道を3年ほど調査したのち、開拓の方法には畜力・機械を用いた畑作や畜産がよいと提案した。黒田清隆はもっぱら稲作を中心に生活してきた入殖者達にこうした案を受け入れさせる目的でエドウィン・ダンらを現在の農業試験場に、札幌農学校にはマサチューセッツ州立農科大学の学長を務めていたウィリアム・スミス・クラークやW・M・ホイーラー、W・P・ブルックス、D・P・ペンハローを中心とするお雇い外国人を北海道に招いた。
1876年に札幌農学校の教頭に迎えられたクラークは、実践を中心とした農業教育を提唱し、当時は「札幌官園」という名で機能していた土地一帯を「農黌園（のうこうえん）」として移管、実践農場としての利用が開始された。この農黌園という名称は「College Farm」の日本語にしたものである。園内は2つの区域に分けられ、学生の農業教育の研究を対象とした「第1農場」が現在の北海道大学南門周辺に、そして畜産の経営を実践する農場としての役割を担った「第2農場」が現在の大型計算機センターと環境研が位置する場所一帯に建設された。
この第2農場では、それまで日本人になじみの無かった酪農・畜産経営を実践できる実習施設として機能し、外国種の家畜・牧草や畜力農機具、さらにはマサチューセッツ州立農科大学にならって産室・追込所・耕馬舎を建設した。この建造物はクラークにより「Model Barn」と記載され、日本語でも「札幌農学校模範家畜房」と名づけられた。この名称はクラークの北海道農業の模範となるようにとの願いが込められたもので、建物群が象徴的であることもあり、後になって第2農場の建物群そのものを指すようになった。
モデルバーンはブルックスの修正を経て1877年秋に完成した。北海道大学内の記念建造物の中では最も古く、バルーンフレーム構造やツーバイフォー方式の工法を用いて造られた洋風の農業建築は国内においても珍しいものである。そのほかにも、W・ブルックスが設計にあたったとされる「第2農場玉蜀黍庫（穀物庫）」も1877年に建築され、こちらは「Corn Barn（コーンバーン）」と呼ばれた。1889年には日本で最初と推定されている乳牛ホルスタイン種が導入されるなど、農場は北海道における畜産や酪農が普及する中心となり、日本へ畜産を導入した施設としては成田の御料牧場における技術導入と並ぶ国内畜産の発祥の地とも言われている。
その後札幌農学校は帝国大学へ昇格することとなり、現在の札幌時計台が位置する場所周辺から校舎を第1農場があった場所へと移動した。これを受けて、1910年に第2農場はその規模の縮小を余儀なくされ、建物は現在の位置へと移動された。移設後はさらに畜舎を新設、これは当時最も新しい農業技術であったサイロ付きの畜舎だった。また、1965年より農場の近代化整備が始まり、より西の位置へと移動された。この新しい第2農場は「北海道大学農学部附属農場第2畜産部」として機能し、1967年の移動により終了するまで畜産研究が行われていた。
1969年8月19日、近代化整備により使い道のなくなった建物群はその貴重な建築様式や北海道における畜産の発祥の地であることが考慮され、国の重要文化財に指定された。その後当時の文化庁により保存に向けた解体や改修工事が行われ、明治時代の初めごろから使用されていた外国の輸入農業器具などを保管して建物の管理を行った。以降は閉鎖管理が続いたが、2000年1月に行われた北海道大学の評議会で、文化的価値のある建築物群や畜産資料をより多くの人々へ広めることを目的とし、期間を設けてモデルバーンとコーンバーンのみ建物内部の一般公開を行うことを決定した。また、2001年10月22日には第1回選定分の北海道遺産選定を受けた。
2015年3月に耐震改修工事が竣工した。

## 施設概要

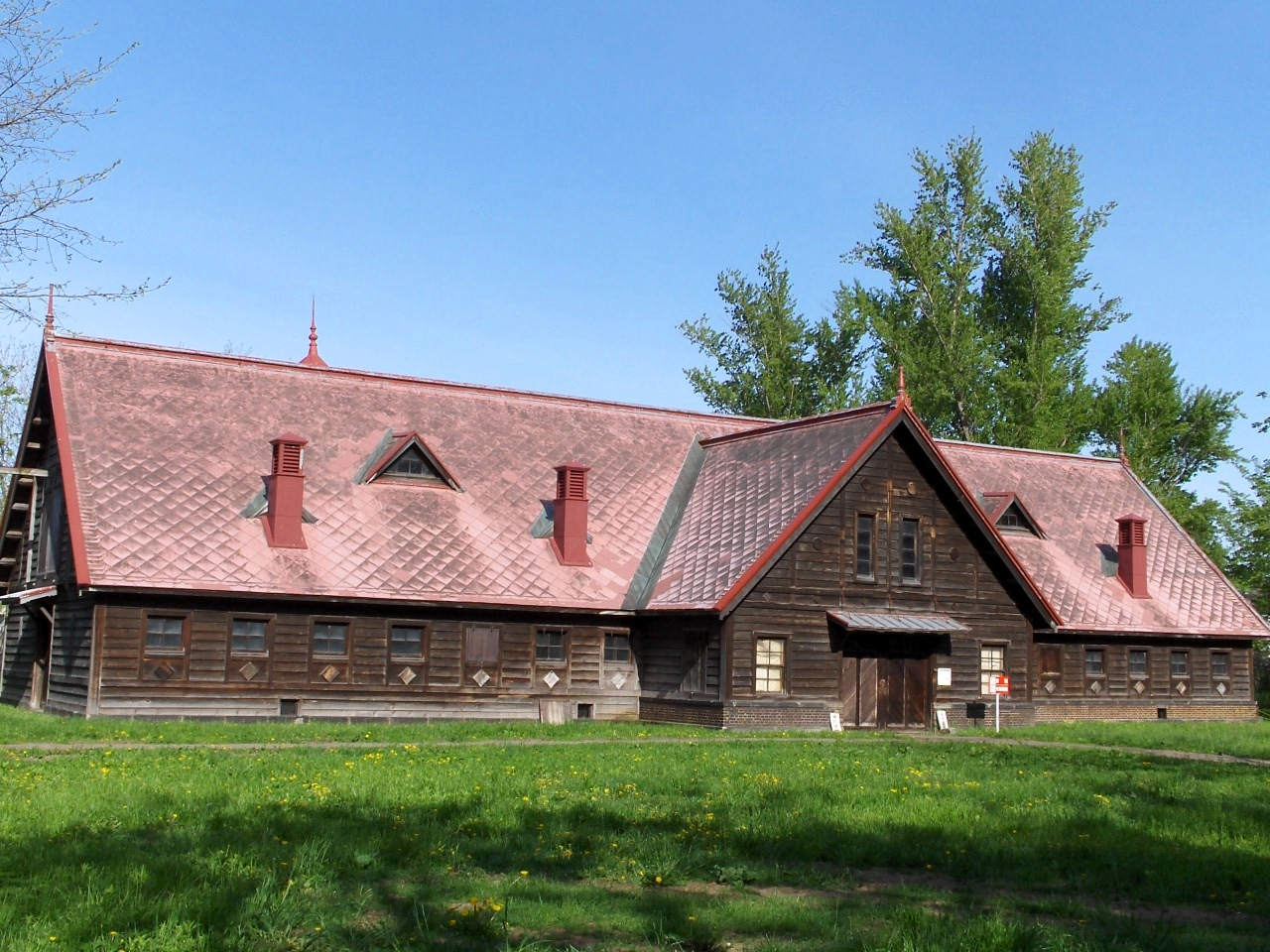
牧牛舎（改修前）

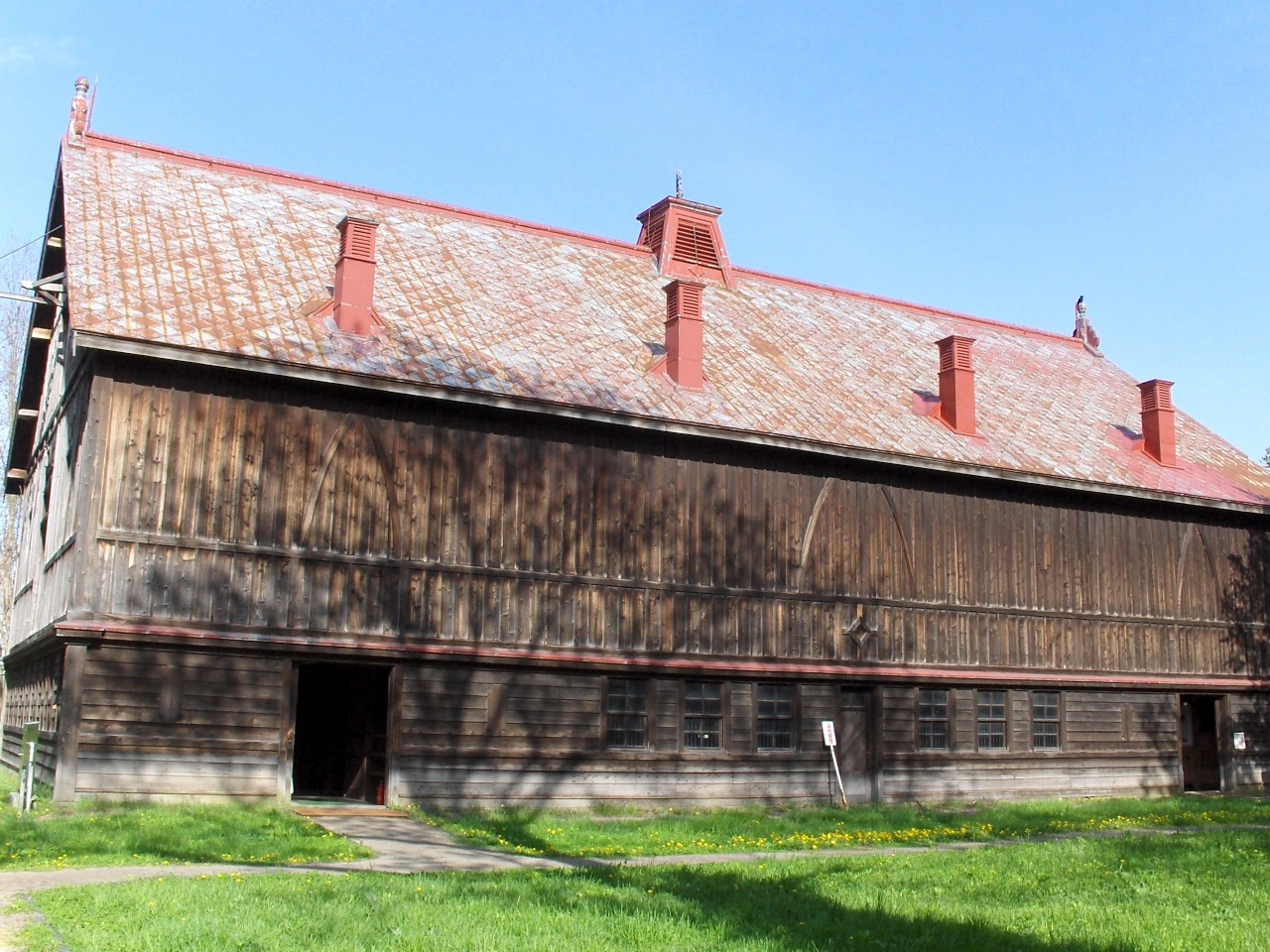
模範家畜房（改修前）

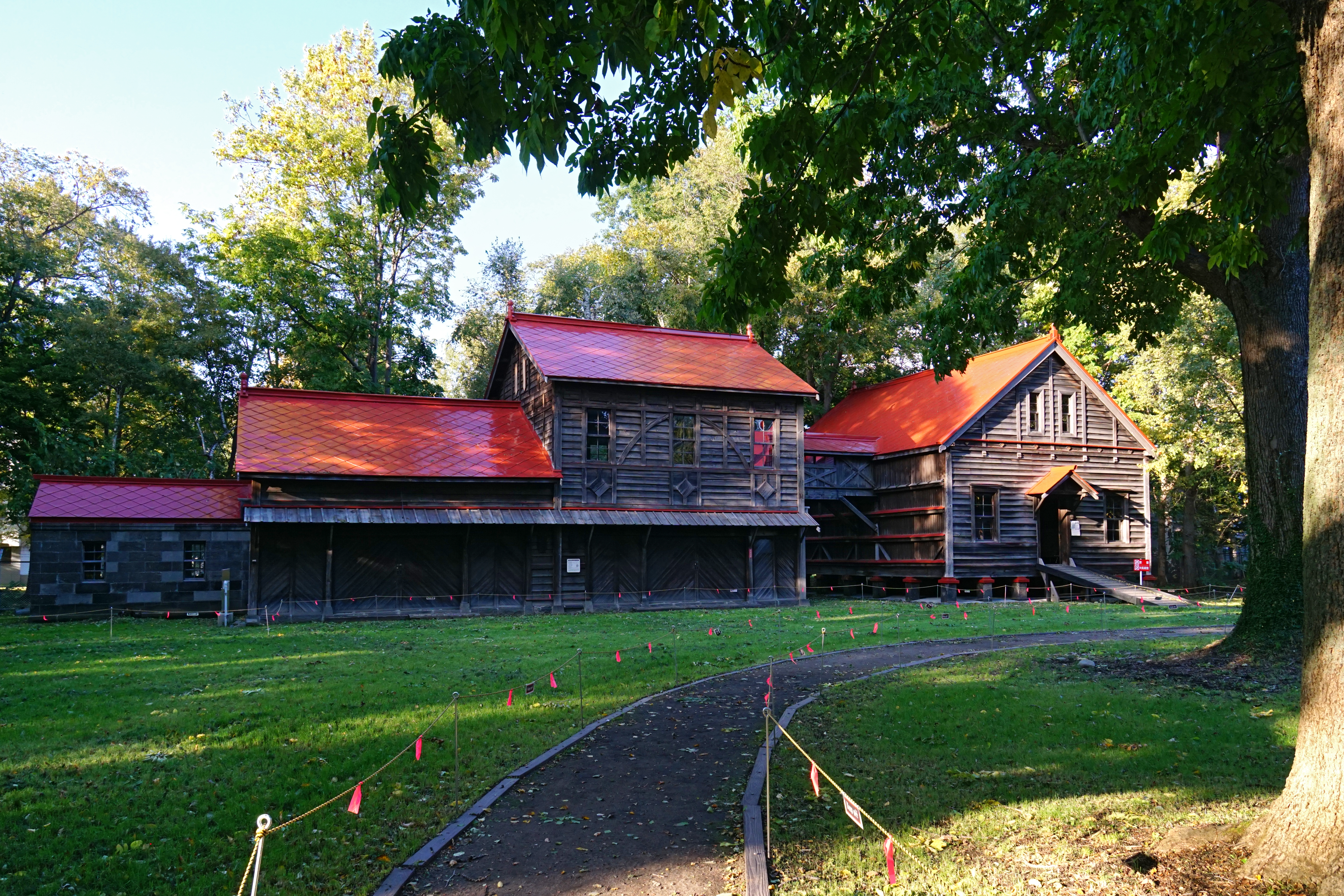
穀物庫、収穫室、脱ぷ室

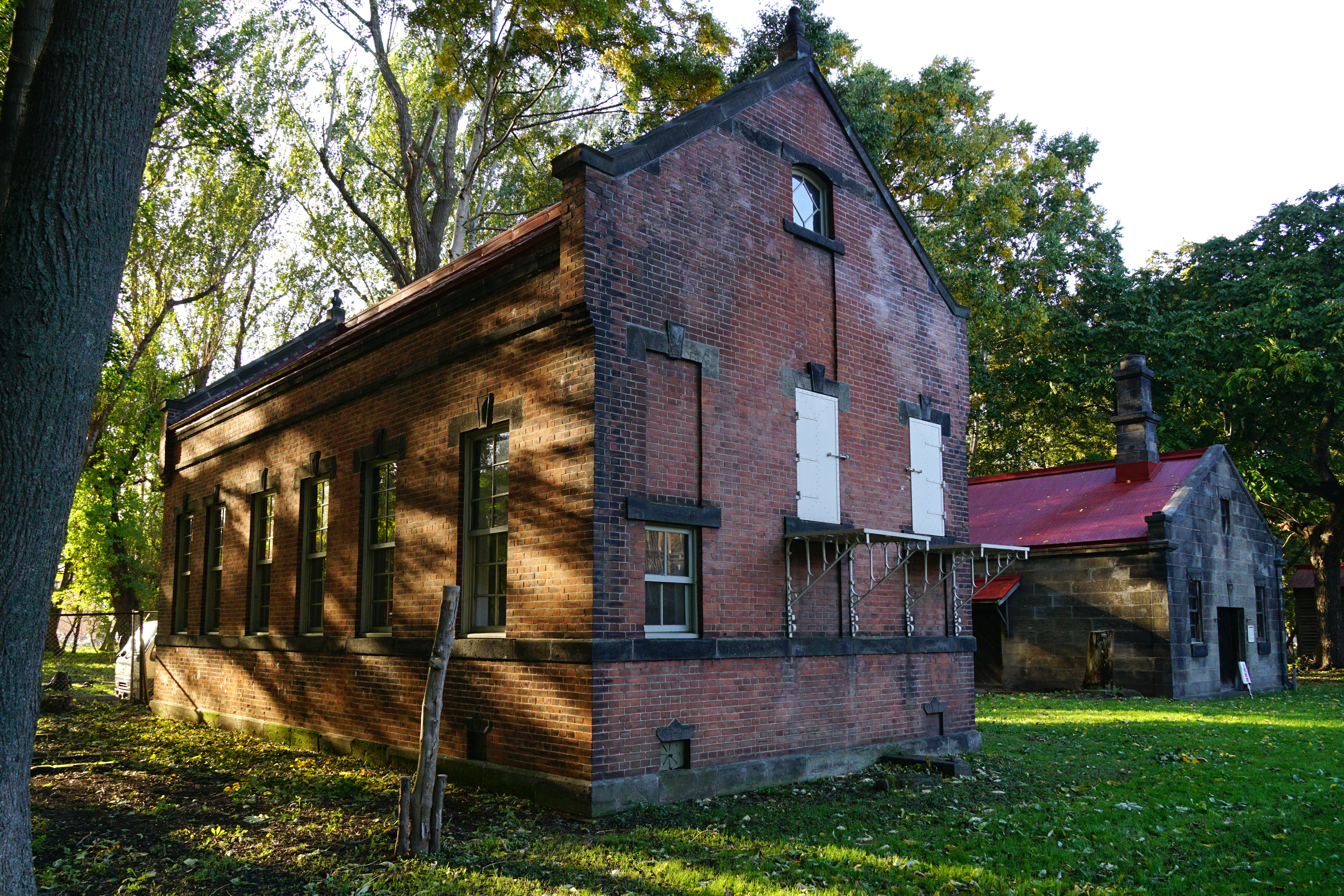
製乳所、釜場

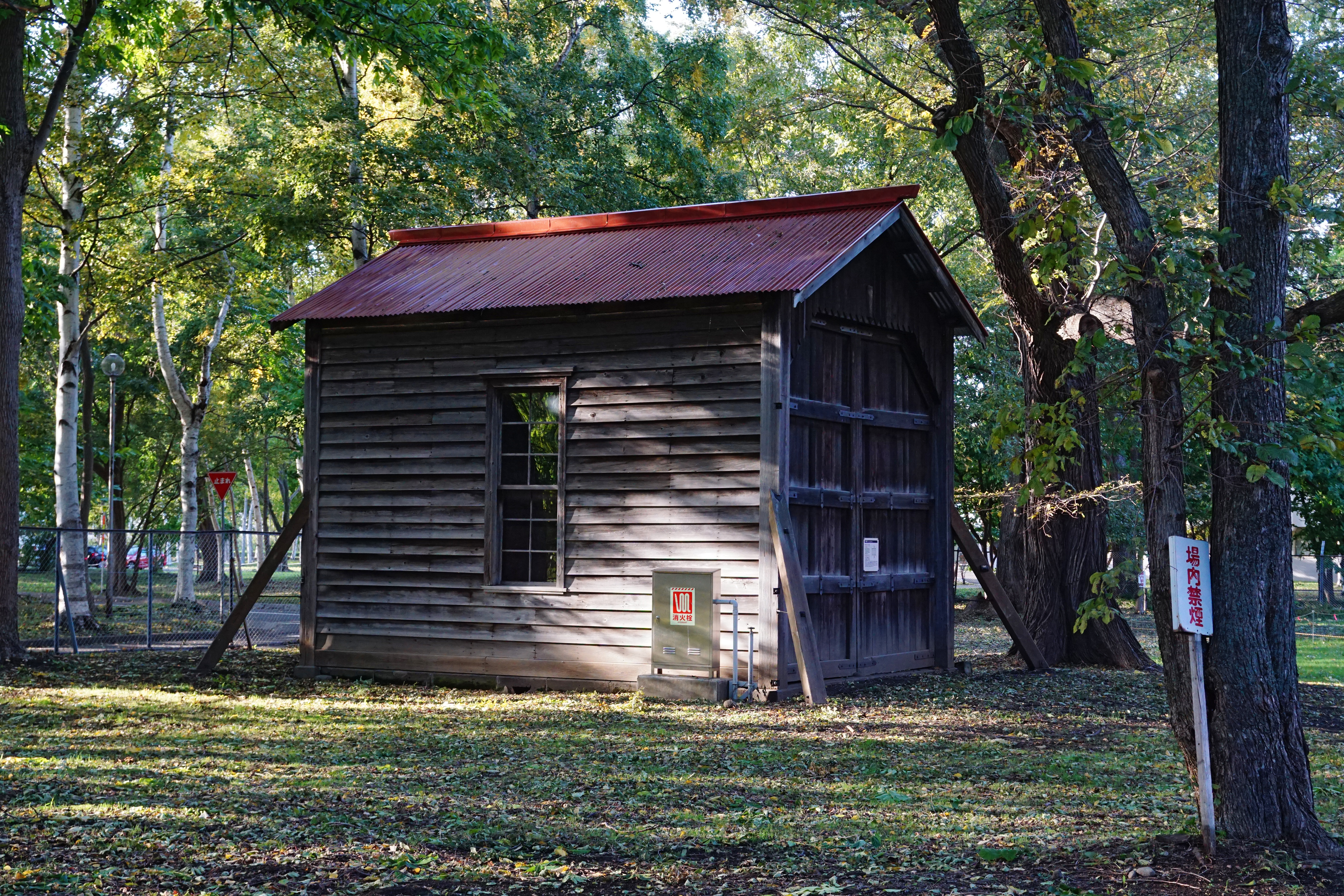
秤量場

札幌農学校第2農場には9棟の歴史的建造物が保存されており、そのうち模範的家畜房（モデルバーン）と穀物庫（コーンバーン）のみ内部公開されている。公開期間は4月29日から11月3日で、公開時間は午前10時から午後4時の間である。内部には明治初期に使用されていた輸入の畜力農機具や北海道における畜産全体の歴史資料などが展示されており、誰でも無料で見学することが可能である。
入口にある農場事務所は第2農場の管理施設となっており、ガードマンが常駐している。この建物は1879年にあった派出所の建物を踏襲した設計となっており、30.5坪の広さを誇る。当時としては珍しく窓ガラスを使用した建築物であり、洋風の木造平屋建ての外観と畳部屋の宿直室を持ち合わせる折衷の建築物となっている。現在は文部科学省の許可の下、フローリングを和室に張り使用されている。
製乳所は1911年に新築、1972年に解体改修工事が施された建物で、3つの部分に分けられた内部は冷蔵庫やチーズなどの乳製品の加工室に利用された。建物は煉瓦造りであり、6.5間の長さがある。その北側に位置する建築物は釜場と呼ばれる建物で、1910年に新築、同じく1972年に解体改修が行われている。札幌軟石を用いて建てられたこの建物は5間の奥行きがあり、おもに設置されていた大釜で家畜飼料を煮込んで加工する作業を行う施設だった。石造りの建物は防火の目的があったとされる。
東側にあるサイロ付きの建物は牧牛舎で、明治時代の終わりに海外から伝来した最先端の技術を駆使し、1909年に建てられた建築物である。1977年に原型をとどめる形で解体・修復工事が施された。むろを煉瓦で、サイロを札幌軟石で建設したこの建物は建築当時、日本全体の産業が発展した時期でもあり、デンマーク農法と呼ばれる農業形態を北海道の農業へ導入する話が持ち上がっていた。牧牛舎のマンサード型畜舎やサイロなどは、こうした歴史背景を受けている。また、屋根裏には搬送用の木製レールがあったほか、柱を中央に建設しない構造で飼料置き場としての機能を果たした。
牧牛舎の北側に模範家畜房が位置する。この木造の建物はもともと1877年にW・M・ホイーラーにより建設されたもので、馬車道が地下室と2階を往来できる構造になっていた。当初，家畜房前側の馬車道の入口は盛り土であったが，出来てみると盛り土が壁を圧迫していたため，土を削って橋を架けた。その後1911年に地下室および馬車道を取り払って現在の位置へ移動、1979年に原状復帰の解体・修復工事が行われた。建築様式はツーバイフォー式のバルーンフレーム構造で、農業建築物としては日本でも最古のものである。1階部は耕馬舎や乳牛の産室があり、現在は様々な農業資料が設置されている。また、2階は乾草収納室として使用された場所であり、現在は農具が展示されている。後に真駒内にある七重牧場でもこの建物の設計図が用いられ、同じ形の建築物が建てられている。
最も北側にある施設は穀物庫（コーンバーン）、収穫室、動力室、脱ぷ室が組み合わさってできた木造の建物である。内部が公開されている穀物庫は1877年に建築されたもので、1911年に現在の場所へと移動、1974年に解体修復工事がおこなわれている。W・P・ブルックスにより設計が行われたこの建物もバルーンフレーム構造が取り入れられており、高床式・切り妻造りで造られた内部はとうもろこしを始めとする穀物の保管場所に使用された。また札幌軟石で造られた動力室は、1913年に購入したスチームエンジンによる動力で脱穀などの機械作業を行っていた。
その他、施設内には秤量所、種牛舎、池がある。建物には監視カメラが設けられているほか、木造の建造物が多いことも考慮され全面禁煙となっている。
なお、建造物の重要文化財指定名称は次のとおりである。（カッコ内は北海道大学で用いている名称）
- 事務所
- 種牛舎
- 牧牛舎
- 産室・追込所及び耕馬舎（モデルバーン）
- 穀物庫（コーンバーン）
- 秤量場
- 釜場
- 製乳所
- 収穫室及び脱ぷ室